# Romanian Open 2003 - Qualificazioni singolare
Le qualificazioni del singolare del Romanian Open 2003 sono state un torneo di tennis preliminare per accedere alla fase finale della manifestazione. I vincitori dell'ultimo turno sono entrati di diritto nel tabellone principale. In caso di ritiro di uno o più giocatori aventi diritto a questi sono subentrati i lucky loser, ossia i giocatori che hanno perso nell'ultimo turno ma che avevano una classifica più alta rispetto agli altri partecipanti che avevano comunque perso nel turno finale.
Le qualificazioni del torneo BCR Open Romania 2003 prevedevano 32 partecipanti di cui 4 sono entrati nel tabellone principale.

## Teste di serie
1. Igor' Andreev (Qualificato)
2. Alexander Waske (Qualificato)
3. Julian Knowle (primo turno)
4. Andreas Seppi (Qualificato)

1. Oliver Marach (ultimo turno)
2. František Čermák (Qualificato)
3. Jakub Herm-Zahlava (secondo turno)
4. Michael Kohlmann (ultimo turno)

## Qualificati
1. Igor' Andreev
2. Alexander Waske

1. František Čermák
2. Andreas Seppi

## Tabellone

### Legenda
| - Q = Qualificato - WC = Wild card - LL = Lucky loser | - ALT = Alternate - SE = Special Exempt - PR = Protected Ranking | - w/o = Walkover - r = Ritirato - d = Squalificato |

### Sezione 1
|  | Primo turno           | Primo turno           | Primo turno           | Primo turno | Primo turno |  |  | Secondo turno | Secondo turno         | Secondo turno         | Secondo turno    | Secondo turno    |   |   | Ultimo turno | Ultimo turno  | Ultimo turno  | Ultimo turno | Ultimo turno |  |
|  |                       |                       |                       |             |             |  |  |               |                       |                       |                  |                  |   |   |              |               |               |              |              |  |
|  | 1                     | Igor' Andreev         | Igor' Andreev         | 7           | 6           |  |  |               |                       |                       |                  |                  |   |   |              |               |               |              |              |  |
|  |                       | Andrei Mlendea        | Andrei Mlendea        | 63          | 3           |  |  | 1             | Igor' Andreev         | Igor' Andreev         | 6                | 6                |   |   |              |               |               |              |              |  |
|  | Teodor-Dacian Craciun | Teodor-Dacian Craciun | Teodor-Dacian Craciun | 6           | 6           |  |  |               | Teodor-Dacian Craciun | Teodor-Dacian Craciun | 4                | 4                |   |   |              |               |               |              |              |  |
|  | Alexandros Jakupovic  | Alexandros Jakupovic  | Alexandros Jakupovic  | 1           | 3           |  |  |               |                       |                       |                  |                  |   |   | 1            | Igor' Andreev | Igor' Andreev | 6            | 6            |  |
|  | Mariusz Fyrstenberg   | Mariusz Fyrstenberg   | Mariusz Fyrstenberg   | 6           | 6           |  |  |               |                       | 8                     | Michael Kohlmann | Michael Kohlmann | 2 | 3 |              |               |               |              |              |  |
|  | Horia Tecău           | Horia Tecău           | Horia Tecău           | 3           | 3           |  |  |               | Mariusz Fyrstenberg   | 5                     | 6                | 64               |   |   |              |               |               |              |              |  |
|  | 8                     | Michael Kohlmann      | Michael Kohlmann      | 6           | 6           |  |  | 8             | Michael Kohlmann      | 7                     | 3                | 7                |   |   |              |               |               |              |              |  |
|  |                       | Aleksandr Kudrjavcev  | Aleksandr Kudrjavcev  | 2           | 4           |  |  |               |                       |                       |                  |                  |   |   |              |               |               |              |              |  |

### Sezione 2
|  | Primo turno    | Primo turno         | Primo turno     | Primo turno | Primo turno |  |  | Secondo turno | Secondo turno      | Secondo turno      | Secondo turno | Secondo turno |   |   | Ultimo turno | Ultimo turno    | Ultimo turno | Ultimo turno | Ultimo turno |  |
|  |                |                     |                 |             |             |  |  |               |                    |                    |               |               |   |   |              |                 |              |              |              |  |
|  | 2              | Alexander Waske     | Alexander Waske | 6           | 6           |  |  |               |                    |                    |               |               |   |   |              |                 |              |              |              |  |
|  |                | Adrian Barbu        | Adrian Barbu    | 4           | 4           |  |  | 2             | Alexander Waske    | Alexander Waske    | 7             | 6             |   |   |              |                 |              |              |              |  |
|  | Iván Navarro   | Iván Navarro        | 6               | 4           | 7           |  |  |               | Iván Navarro       | Iván Navarro       | 63            | 3             |   |   |              |                 |              |              |              |  |
|  | Florin Nedelcu | Florin Nedelcu      | 1               | 6           | 64          |  |  |               |                    |                    |               |               |   |   | 2            | Alexander Waske | 6            | 3            | 6            |  |
|  | Hugo Armando   | Hugo Armando        | Hugo Armando    | 6           | 6           |  |  |               |                    |                    | Hugo Armando  | 4             | 6 | 3 |              |                 |              |              |              |  |
|  | Victor Crivoi  | Victor Crivoi       | Victor Crivoi   | 2           | 4           |  |  |               | Hugo Armando       | Hugo Armando       | 6             | 6             |   |   |              |                 |              |              |              |  |
|  | 7              | Jakub Herm-Zahlava  | 64              | 6           | 7           |  |  | 7             | Jakub Herm-Zahlava | Jakub Herm-Zahlava | 4             | 1             |   |   |              |                 |              |              |              |  |
|  |                | Theodoros Angelinos | 7               | 0           | 6           |  |  |               |                    |                    |               |               |   |   |              |                 |              |              |              |  |

### Sezione 3
|  | Primo turno        | Primo turno        | Primo turno      | Primo turno | Primo turno |  |  | Secondo turno   | Secondo turno    | Secondo turno    | Secondo turno    | Secondo turno    |   |   | Ultimo turno | Ultimo turno    | Ultimo turno    | Ultimo turno | Ultimo turno |  |
|  |                    |                    |                  |             |             |  |  |                 |                  |                  |                  |                  |   |   |              |                 |                 |              |              |  |
|  |                    | Ladislav Švarc     | Ladislav Švarc   | 6           | 7           |  |  |                 |                  |                  |                  |                  |   |   |              |                 |                 |              |              |  |
|  | 3                  | Julian Knowle      | Julian Knowle    | 3           | 65          |  |  | Ladislav Švarc  | Ladislav Švarc   | Ladislav Švarc   | 6                | 3                |   |   |              |                 |                 |              |              |  |
|  | Christopher Kas    | Christopher Kas    | 7                | 0           | 6           |  |  | Christopher Kas | Christopher Kas  | Christopher Kas  | 7                | 6                |   |   |              |                 |                 |              |              |  |
|  | Marcin Matkowski   | Marcin Matkowski   | 5                | 6           | 2           |  |  |                 |                  |                  |                  |                  |   |   |              | Christopher Kas | Christopher Kas | 2            | 5            |  |
|  | Edwin Kempes       | Edwin Kempes       | 2                | 7           | 6           |  |  |                 |                  | 6                | František Čermák | František Čermák | 6 | 7 |              |                 |                 |              |              |  |
|  | Elefterios Alexiou | Elefterios Alexiou | 6                | 65          | 1           |  |  |                 | Edwin Kempes     | Edwin Kempes     | 2                | 5                |   |   |              |                 |                 |              |              |  |
|  | 6                  | František Čermák   | František Čermák | 6           | 7           |  |  | 6               | František Čermák | František Čermák | 6                | 7                |   |   |              |                 |                 |              |              |  |
|  |                    | Teodor Bolanu      | Teodor Bolanu    | 2           | 5           |  |  |                 |                  |                  |                  |                  |   |   |              |                 |                 |              |              |  |

### Sezione 4
|  | Primo turno             | Primo turno             | Primo turno             | Primo turno | Primo turno |  |  | Secondo turno | Secondo turno        | Secondo turno        | Secondo turno | Secondo turno |   |   | Ultimo turno | Ultimo turno  | Ultimo turno | Ultimo turno | Ultimo turno |  |
|  |                         |                         |                         |             |             |  |  |               |                      |                      |               |               |   |   |              |               |              |              |              |  |
|  | 4                       | Andreas Seppi           | Andreas Seppi           | 6           | 6           |  |  |               |                      |                      |               |               |   |   |              |               |              |              |              |  |
|  |                         | Mario Radić             | Mario Radić             | 4           | 3           |  |  | 4             | Andreas Seppi        | Andreas Seppi        | 6             | 6             |   |   |              |               |              |              |              |  |
|  | Ivan Esquerdo-Andreu    | Ivan Esquerdo-Andreu    | Ivan Esquerdo-Andreu    | 6           | 6           |  |  |               | Ivan Esquerdo-Andreu | Ivan Esquerdo-Andreu | 3             | 4             |   |   |              |               |              |              |              |  |
|  | Adrian Ungur            | Adrian Ungur            | Adrian Ungur            | 2           | 2           |  |  |               |                      |                      |               |               |   |   | 4            | Andreas Seppi | 6(0)         | 6            | 6            |  |
|  | Victor Ioniță           | Victor Ioniță           | Victor Ioniță           | 6           | 6           |  |  |               |                      | 5                    | Oliver Marach | 7             | 2 | 2 |              |               |              |              |              |  |
|  | Nicolae-Razvan Lupsescu | Nicolae-Razvan Lupsescu | Nicolae-Razvan Lupsescu | 3           | 0           |  |  |               | Victor Ioniță        | 4                    | 6             | 4             |   |   |              |               |              |              |              |  |
|  | 5                       | Oliver Marach           | Oliver Marach           | 6           | 6           |  |  | 5             | Oliver Marach        | 6                    | 4             | 6             |   |   |              |               |              |              |              |  |
|  |                         | Juan Giner              | Juan Giner              | 3           | 1           |  |  |               |                      |                      |               |               |   |   |              |               |              |              |              |  |